# Кубок Литви з футболу 2025
Кубок Литви з футболу 2025 — 37-й розіграш кубкового футбольного турніру в Литві. Титул захищає клуб «Банга».

## Календар
| Раунд        | Дата                      | Матчі | Клуби   |
| ------------ | ------------------------- | ----- | ------- |
| Перший раунд | 11 квітня 2025            | 18    | 50 → 32 |
| 1/16 фіналу  | 29 квітня – 7 травня 2025 | 16    | 32 → 16 |
| 1/8 фіналу   | 20–28 травня 2025         | 8     | 16 → 8  |
| 1/4 фіналу   | 7–13 серпня 2025          | 4     | 8 → 4   |
| 1/2 фіналу   | вересень 2025             | 2     | 4 → 2   |
| Фінал        | вересень 2025             | 1     | 2 → 1   |

## 1/8 фіналу
| Команда 1      | Рахунок        | Команда 2          |
| 20 травня 2025 | 20 травня 2025 | 20 травня 2025     |
| -------------- | -------------- | ------------------ |
| Жальгіріс      | 2–4 дч         | Кауно Жальгіріс    |
| АФК            | 0–6            | Бабрунгас (Плунге) |
| 21 травня 2025 |                |                    |
| Мінія          | 0–1            | Джюгас             |
| 27 травня 2025 |                |                    |
| Трансінвест    | 0–1            | Хегельманн         |
| Казлу-Руда     | 1–4            | Йонава             |
| Гарлява        | 0–3            | Паневежис          |
| Банга          | 0–1            | ФА Шяуляй          |
| 28 травня 2025 |                |                    |
| Таурас         | 1–3            | Судува             |

## 1/4 фіналу
| Команда 1          | Рахунок       | Команда 2     |
| 7 серпня 2025      | 7 серпня 2025 | 7 серпня 2025 |
| ------------------ | ------------- | ------------- |
| Хегельманн         | 3–1           | ФА Шяуляй     |
| 10 серпня 2025     |               |               |
| Кауно Жальгіріс    | 0–2           | Судува        |
| 12 серпня 2025     |               |               |
| Бабрунгас (Плунге) | 1–2           | Джюгас        |
| 13 серпня 2025     |               |               |
| Йонава             | 1–4           | Паневежис     |